# Johann Wissel
Johann Wissel (* 14. Juli 1584 in Neustadt am Rübenberge; † 8. Oktober 1656 in Hannover) war ein deutscher Rechtswissenschaftler und braunschweigischer Politiker.

## Leben und Wirken
Der Sohn des fürstlich braunschweigisch-lüneburgischen Amtmanns in Neustadt, Moringen, Friedland und Reinhausen, sowie Oberamtmanns des Landes Göttingen Heinrich Wissel, hatte die Schule in Göttingen und Hannover besucht. Ab 1600 studierte er Rechtswissenschaften zunächst an der Universität Helmstedt, und ab 1602 an der Universität Marburg, ehe er 1604 seine juristischen Studien wahrscheinlich erneut an der Universität Helmstedt fortsetzte und 1606 oder 1608 an die Universität Gießen wechselte, wo er sein Studium wohl auch abschloss. 1609 war er in seine Heimat zurückgekehrt, wo er sich als Advokat betätigte. Noch im selben Jahr wurde er Hofgerichtsassessor beim postulierten Bischof von Halberstadt Heinrich Julius von Braunschweig-Wolfenbüttel.
Im Februar 1613 promovierte er in Helmstedt zum Doktor der Rechte, wurde 1617 als Nachfolger von Andreas Cludius als ordentlicher Professor der Institutionen an die Universität Helmstedt berufen und ging 1627 als Hofrat an den Hof von Friedrich Ulrich von Braunschweig-Wolfenbüttel. Nach dessen Tod 1634 war er Mitglied der Interimsregierung, diente 1636 bis 1641 Georg von Braunschweig-Calenberg als Hofgerichtsassessor, Hof- und Kanzleirat, danach auch Christian Ludwig von Braunschweig-Lüneburg und wurde 1649 Rat von Haus aus, Konsistorialrat und Hofgerichtsassessor bei Georg Wilhelm von Braunschweig-Lüneburg.
Wissels zeitgenössische Bedeutung beruht weniger auf seinen wissenschaftlichen Arbeiten, als auf seiner Tätigkeit als geschätzter und erfahrener Praktiker. In verschiedenen, hervorgehobenen Funktionen diente er mehreren braunschweigischen Fürsten über viele Jahre hinweg.

## Familie
Wissel war zwei Mal verheiratet. Seine erste Ehe ging er am 14. November 1613 in Göttingen mit Elisabeth Parcow ein. Aus der Ehe stammen vier Söhne. Von diesen kennt man:
- Frantz Heinrich Wissel († im Alter von 9 Jahren)
- Burchard Wissel (* Dezember 1617 in Helmstedt; † 20. September 1667 in Wernigerode)[4]
- Joachim Johann Wissel († Braunschweig vor Vater)
- Friedrich Ulrich Wissel (* 27. Juli 1621 in Helmstedt; † 12. März 1657 in Aurich)[5]

Seine zweite Ehe schloss er 1627 in Braunschweig mit Margaretha, die Tochter des Dr. jur., fürstlich bischöflicher Rat und Kanzler des Stifts Verden Jacob Ulrich. Aus der Ehe stammt ein Sohn und zwei Töchter. Von diesen kennt man:
- Joachim Wissel Dr. jur verh. mit Anna Elisabeth Wecke,[6] Tochter des einstigen Professors an der Universität Helmstedt und fürstlich braunschweigisch-lüneburgischen Hofrat und Hofgerichtsassessor, sowie Dekan des Stifts St. Bonifatius in Hameln Joachim Weccius[7] und dessen Frau Anna Elisabeth, die Tochter des Johann Stucke († 1653) und dessen Frau Anna Maria Tedner. 2. Söhne 1. Tochter[8]
- Anna Magaretha Wissel (* 14. Juli 1631 in Wolfenbüttel; † 14. April 1671 in Celle) verh. 21. Juni 1653 Joachim Hildebrand (* 10. November 1623 Kloster Walkenried; † 18. Oktober 1691 Celle) Dr. theol. Prof. Uni Helmstedt[9]
- Emerentia Wissel (* 3. April 1634 in Braunschweig; † 26. April 1679 Hannover, begr. 11. Mai 1679 in der hohen Stiftskirche in Halberstadt) verh. 9. Juni 1657 in Hannover Dr. Johannes Recke, 5 Söhne, 8 Töchter, davon überlebten die Mutter 4. S, 3. T.;[10]